# Giovanni Atzeni
Giovanni Atzeni detto Titìa (Nagold, 13 aprile 1985) è un fantino italiano, vincitore per 11 volte del Palio di Siena.
Deve il proprio soprannome all'esclamazione sarda titia che significa "che freddo".

## Biografia
Giovanni Atzeni nasce a Nagold, in Germania, da padre sardo (emigrato per lavoro) e madre tedesca. Il papà Franco, impiegato come piastrellista in una azienda edile, dedicava i pomeriggi all'attività di allenamento di cavalli, che preparava per le corse. Nel 1996 la famiglia di Tittìa si trasferì a Nurri, in Sardegna.

## Carriera

### Palio di Siena
Fu proprio in Sardegna che Atzeni disputò la sua prima corsa all'età di 12 anni, montando il cavallo "Vento del Nord" (acquistato nel 1990 in Germania dal padre) durante le batterie del Palio di Bitti. A 16 anni prese parte al Palio di Fonni, piazzandosi secondo. Due anni più tardi venne notato da Luigi Bruschelli detto Trecciolino, che lo convinse a trasferirsi a Siena per allenarsi, con l'obiettivo di esordire al Palio di Siena.  Fu proprio a Siena che Atzeni, appena trasferitosi, era solito dire "titia" ("che freddo" in sardo) durante le mattine più fredde. È da questa espressione che deriva il suo soprannome di fantino.
Tittìa fa il suo esordio al Palio di Siena, con i colori del Nicchio, il 2 luglio 2003, con la cavalla Alesandra. Colleziona altre tre presenze con la contrada dei Pispini fino al 2005, e prosegue la carriera senese vestendo i giubbetti di Civetta, Leocorno e Bruco. Centra la prima vittoria il 2 luglio 2007 per l'Oca con Fedora Saura, in una corsa incerta fino all'ultimo, riuscendo a prevalere solo per pochi centimetri su Andrea Mari detto Brio del Nicchio.
Nei due Palii successivi ritorna sotto i colori del Bruco, senza tuttavia centrare la vittoria. Continua a correre in Piazza del Campo sotto i colori di Oca, Drago e Giraffa, dopo aver scontato anche un Palio di squalifica nel luglio 2010.
Torna al successo il 2 luglio 2011, ancora una volta nell'Oca, montando Mississippi: dopo la prima curva del Casato, Tittìa approfitta della caduta di Giuseppe Zedde detto Gingillo nel Bruco, e rimane in testa fino alla fine della carriera.
Per Tittìa seguono due Palii nell'Aquila e uno nella Tartuca, fino al 2013, anno in cui ottiene il suo primo personale "cappotto": il 2 luglio vince il Palio di Provenzano per l'Oca sul cavallo grigio Guess, mentre ad agosto conquista anche il Palio dell'Assunta, stavolta vestendo i colori dell'Onda e cavalcando Morosita Prima.
Nel 2014 corre entrambi i Palii nella Selva, a luglio sull'esordiente Quit Gold e ad agosto su Istriceddu, senza però raggiungere la vittoria.
Nel Palio del 2 luglio 2015 torna dopo 10 anni a vestire il giubbetto del Nicchio sul favorito Occolè (vincitore nella Civetta nel Palio precedente con Brio). Dopo una brutta partenza, viene disarcionato da cavallo da Veleno II, fantino del Valdimontone, avversaria del Nicchio.
Centra la quinta vittoria in Piazza del Campo in occasione del Palio dell'Assunta del 2015 (corso il 17 agosto per maltempo) nella Selva con il cavallo Polonski. Seguono quattro anni senza successi, montando nel Nicchio (due volte) su Quadrivia e Violenta da Clodia, nell'Aquila su Oppio, nell'Onda su Porto Alabe, nell'Istrice su Morosita Prima, nell'Oca ancora su Porto Alabe e nella Tartuca su Rodrigo Baio.
Il 2 luglio 2019 inanella la prima di cinque vittorie consecutive al Palio di Siena. Vince, infatti, per la sesta volta con i colori della Giraffa sul cavallo Tale e Quale. Nell'agosto dello stesso anno monta Remorex per i colori della Selva: Tittia si rende protagonista fino alla seconda curva di San Martino quando, a causa di una traiettoria troppo stretta, sbatte sul colonnino e cade sul tufo. Il barbero rimane "scosso" e dalla seconda posizione si ritrova quarto; tuttavia, si rende però protagonista di una rimonta e a pochi centimetri dal bandierino supera il cavallo del Bruco, regalando a Giovanni Atzeni la settima vittoria sull'anello di Piazza del Campo, nonché il secondo personale "cappotto" al Palio. Dopo la sospensione del Palio avvenuta nel 2020 e nel 2021 per la pandemia di Covid-19 in Italia, il 2 luglio 2022 Tittìa si conferma per la terza volta consecutiva vittorioso in Piazza del Campo (ottavo successo personale) sotto i colori del Drago, montando Zio Frac. In agosto monta nuovamente Violenta da Clodia per i colori del Leocorno e riesce a vincere il suo quarto Palio consecutivo. Nel Palio del 2 luglio 2023 monta per la terza volta in Piazza del Campo Violenta da Clodia, vincendo per la quinta volta consecutiva il Palio di Siena (per la terza volta per la Selva).
Nel Palio del 16 agosto 2023 torna a vestire il giubbetto della Giraffa, montando la cavalla Abbasantesa. Dopo essere partito in testa, cade alla prima curva di San Martino, complice anche un infortunio della cavalla. A luglio del 2024 monta nell’Oca giungendo al secondo posto mentre nell’agosto 2024 corre nell’Istrice su “Viso d’Angelo” ma il palio viene vinto dalla Lupa. Nel 2025 torna vittorioso nell’Oca a luglio mentre a agosto nel Leocorno giunge secondo. 

#### Statistiche
Nella storia plurisecolare del Palio di Siena, Tittìa è l'unico fantino ad aver vinto cinque volte consecutivamente il Palio. Anche Isidoro Bianchini detto Dorino può vantare questo record; tuttavia Dorino vinse consecutivamente 5 volte i Palii ai quali prese parte dal 2 luglio 1790 al 16 agosto 1792, non avendo però corso quelli del 17 aprile 1791 e del 2 luglio 1791.
Giovanni Atzeni ha realizzato tre personali "cappotti". Come lui soltanto lo stesso Dorino e Niccolò Chiarini detto Caino. È il secondo fantino della storia a realizzare due cappotti personali consecutivi, dopo Giovanni Brandani detto Pipistrello.
Con tre successi, è il fantino con più vittorie nella storia della Contrada della Selva.
In generale, con 11 successi complessivi è il quinto fantino più vittorioso nella storia del Palio: davanti a lui Francesco Santini detto Gobbo Saragiolo e Mattia Mancini detto Bastiancino (entrambi con 15 vittorie), Andrea Degortes detto Aceto (14 vittorie) e Angelo Meloni detto Picino e Luigi Bruschelli detto Trecciolino (13 vittorie ciascuno).

#### Presenze

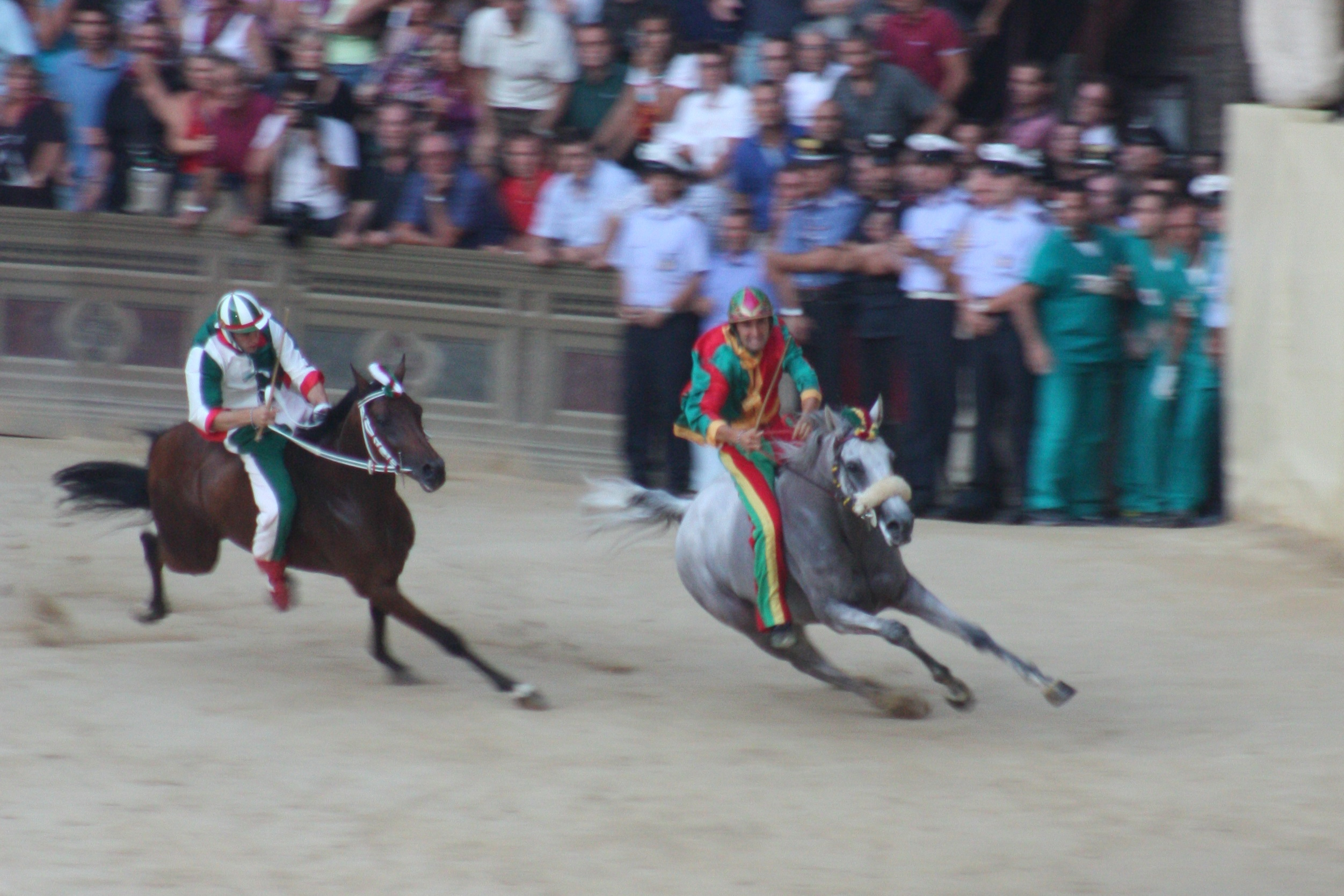
Tittìa (a sin.) insegue Scompiglio al Palio del 16 agosto 2008.

| Palio           | Contrada | Cavallo            | Note   |
| --------------- | -------- | ------------------ | ------ |
| 2 luglio 2003   | Nicchio  | Alesandra          |        |
| 16 agosto 2003  | Nicchio  | Amoroso            |        |
| 16 agosto 2004  | Nicchio  | Barattieri         | scosso |
| 2 luglio 2005   | Nicchio  | Brento             | scosso |
| 16 agosto 2005  | Civetta  | Desmon             |        |
| 2 luglio 2006   | Leocorno | Zilata Usa         | scosso |
| 16 agosto 2006  | Bruco    | Fujan de Ozieri    | scosso |
| 2 luglio 2007   | Oca      | Fedora Saura       |        |
| 16 agosto 2007  | Bruco    | Choci              | scosso |
| 2 luglio 2008   | Bruco    | Estremo Oriente    |        |
| 16 agosto 2008  | Oca      | Elfo di Montalbo   |        |
| 2 luglio 2009   | Drago    | Fedora Saura       |        |
| 16 agosto 2009  | Giraffa  | Giordhan           | scosso |
| 16 agosto 2010  | Oca      | Lahib              |        |
| 2 luglio 2011   | Oca      | Mississippi        |        |
| 16 agosto 2011  | Aquila   | Indianos           | scosso |
| 2 luglio 2012   | Aquila   | Mississippi        |        |
| 16 agosto 2012  | Tartuca  | Indianos           |        |
| 2 luglio 2013   | Oca      | Guess              |        |
| 16 agosto 2013  | Onda     | Morosita Prima     |        |
| 2 luglio 2014   | Selva    | Quit Gold          |        |
| 16 agosto 2014  | Selva    | Istriceddu         |        |
| 2 luglio 2015   | Nicchio  | Occolè             | scosso |
| 17 agosto 2015  | Selva    | Polonski           |        |
| 2 luglio 2016   | Nicchio  | Quadrivia          |        |
| 16 agosto 2016  | Aquila   | Oppio              |        |
| 2 luglio 2017   | Onda     | Porto Alabe        |        |
| 16 agosto 2017  | Istrice  | Morosita Prima     | scosso |
| 2 luglio 2018   | Oca      | Porto Alabe        |        |
| 16 agosto 2018  | Tartuca  | Rodrigo Baio       |        |
| 20 ottobre 2018 | Nicchio  | Violenta da Clodia |        |
| 2 luglio 2019   | Giraffa  | Tale e Quale       |        |
| 16 agosto 2019  | Selva    | Remorex            | scosso |
| 2 luglio 2022   | Drago    | Zio Frac           |        |
| 17 agosto 2022  | Leocorno | Violenta da Clodia |        |
| 2 luglio 2023   | Selva    | Violenta da Clodia |        |
| 16 agosto 2023  | Giraffa  | Abbasantesa        | scosso |
| 4 luglio 2024   | Oca      | Veranu             |        |
| 17 agosto 2024  | Istrice  | Viso d'Angelo      |        |
| 3 luglio 2025   | Oca      | Diodoro            |        |
| 16 agosto 2025  | Leocorno | Diodoro            |        |

.

### Altri palii

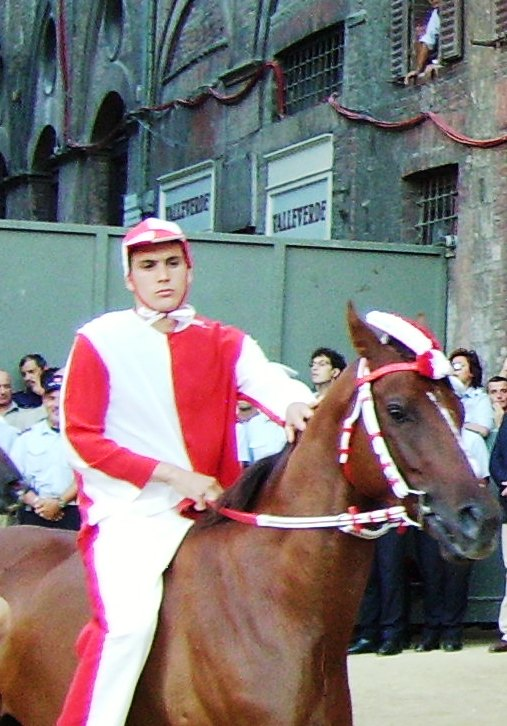
Tittìa nell'agosto 2009

#### Palio di Asti
Tittìa può vantare tre successi al Palio di Asti, centrati nel 2003 per il Rione Santa Caterina, nel 2007 per il Rione San Secondo e nel 2016 per il Comune di Nizza Monferrato.
| Palio | Rione, Borgo, Comune       | Cavallo             | Piazzamento                | Note |
| ----- | -------------------------- | ------------------- | -------------------------- | ---- |
| 2003  | Rione Santa Caterina       | Ergo Song           | 1º                         |      |
| 2004  | Rione Santa Caterina       | Incognita III       | 8º                         |      |
| 2005  | Comune di Nizza Monferrato | Il matto            | Non classificato in finale |      |
| 2006  | Rione San Secondo          | La nobile           | Eliminato in batteria      |      |
| 2007  | Rione San Secondo          | Impera (scosso)     | 1º                         |      |
| 2008  | Rione San Secondo          |                     | 9º                         |      |
| 2009  | Rione San Secondo          | Cambiocavallo       | 2º                         |      |
| 2010  | Rione San Secondo          | Imperatore Augusto  | 5º                         |      |
| 2011  | Comune di Nizza Monferrato |                     | Eliminato in batteria      |      |
| 2012  | Comune di Nizza Monferrato | Mito delle ore      | Eliminato in batteria      |      |
| 2013  | Comune di Nizza Monferrato |                     | 4º                         |      |
| 2014  | Comune di Nizza Monferrato |                     | 3º                         |      |
| 2015  | Comune di Nizza Monferrato | Dilè                | 3º                         |      |
| 2016  | Comune di Nizza Monferrato | Moscato dry Santero | 1º                         |      |
| 2017  | Borgo Don Bosco            | Umatilla            | 4º                         |      |
| 2018  | Borgo Don Bosco            | Umatilla            | 4º                         |      |
| 2019  | Borgo Don Bosco            | Vanadio da Clodia   | 3º                         |      |
| 2022  | Borgo Don Bosco            | Aurus Mattis Aurus  | 9º                         |      |
| 2024  | Borgo Don Bosco            |                     | Eliminato in batteria      |      |

#### Palio di Legnano
Anche al Palio di Legnano, così come ad Asti, GIovanni Atzeni ha vinto in tre occasioni: nel 2011 per San Magno, nel 2015 e nel 2017 per Legnarello.
| Palio | Contrada       | Cavallo    | Piazzamento           | Note          |
| ----- | -------------- | ---------- | --------------------- | ------------- |
| 2005  | Legnarello     | Ergo Song  | Finale                |               |
| 2006  | Legnarello     | Bongo Kina | Finale                | Non assegnato |
| 2009  | San Magno      | John Cena  | Eliminato in batteria |               |
| 2010  | San Magno      | Aberrant   | Finale                |               |
| 2011  | San Magno      | Aberrant   | Vittoria              |               |
| 2012  | San Magno      | Aberrant   | Eliminato in batteria |               |
| 2014  | San Bernardino | Mon Amour  | Eliminato in batteria |               |
| 2015  | Legnarello     | Guerriero  | Vittoria              |               |
| 2016  | Legnarello     | Bam Bam    | Eliminato in batteria |               |
| 2017  | Legnarello     | Bam Bam    | Vittoria              |               |
| 2018  | Legnarello     | Bam Bam    | Finale                |               |
| 2019  | Legnarello     | Bam Bam    | Finale                |               |
| 2021  | Legnarello     | Lady Clara | Eliminato in batteria |               |
| 2022  | Legnarello     | Fly Down   | Eliminato in batteria |               |

#### Palio di Fucecchio
| Palio            | Contrada       | Cavallo             | Piazzamento           | Note                               |
| ---------------- | -------------- | ------------------- | --------------------- | ---------------------------------- |
| 23 maggio 2004   | Botteghe       | Camanica            | 6º                    |                                    |
| 22 maggio 2005   | San Pierino    | Fidels              | 1º                    |                                    |
| 4 settembre 2005 | Porta Raimonda | Blue Moon           | 4º                    | Palio straordinario                |
| 21 maggio 2006   | Ferruzza       | Don Celeste         | Eliminato in batteria |                                    |
| 18 maggio 2008   | Botteghe       | Intiveddau (scosso) | 3º in batteria        | Non corre la finale per infortunio |
| 23 maggio 2010   | Querciola      | Lingua Blu          | 8º                    |                                    |
| 22 maggio 2011   | Querciola      | Igor de Mores       | 8º                    |                                    |
| 20 maggio 2012   | Cappiano       | Narcisco            | 2º                    |                                    |
| 19 maggio 2013   | Samo           | Qui Pro Quo         | 3º                    |                                    |
| 18 maggio 2014   | Samo           | Quellarosa          | 6º                    |                                    |
| 24 maggio 2015   | Ferruzza       | Narcisco            | 2º                    |                                    |
| 23 maggio 2016   | Borgonovo      | Oscar Sauro         | 4º                    |                                    |
| 19 maggio 2019   | Massarella     | Vittorino           | Eliminato in batteria |                                    |
| 22 maggio 2022   | Sant'Andrea    | Zamura              | 7º                    |                                    |

## Vittorie
- Palio di Siena: 11 vittorie (2 luglio 2007, 2 luglio 2011, 2 luglio 2013, 16 agosto 2013, 17 agosto 2015, 2 luglio 2019, 16 agosto 2019, 2 luglio 2022, 17 agosto 2022, 2 luglio 2023, 3 luglio 2025)
- Palio di Asti: 3 vittorie (2003, 2007, 2016)
- Palio di Legnano: 3 vittorie (2011, 2015, 2017), Provaccia 1 vittoria (2003)
- Palio di Fucecchio: 1 vittoria (2005)
- Palio di Castel del Piano: 1 vittoria (2008) per la contrada Monumento